# Halina Kuropatnicka-Salamon
Halina Maria Kuropatnicka-Salamon (ur. 30 listopada 1941) – polska pisarka i esperantystka.

## Życiorys
Jest osobą niewidomą. Mieszka we Wrocławiu. Ukończyła szkołę podstawową przy Państwowym Zakładzie dla Dzieci Niewidomych we Wrocławiu oraz Liceum Pedagogiczne. Pracowała w szkole dla dzieci niewidomych. Ukończyła pedagogikę ogólną na Uniwersytecie Wrocławskim oraz wyższe studia zawodowe w Instytucie Pedagogiki Specjalnej w Warszawie. Tworzy, przekłada i opracowuje materiały publicystyczne w esperanto. Należy do Dolnośląskiego Oddziału ZLP i Klubu Inteligencji Niewidomej RP we Wrocławiu

## Twórczość
- W lustrze 1990[1]
- Kasztanki 1991[1]
- Po tamtej stronie blasku 1993[1]
- W domach moich przyjaciółek 1995[1]
- W świetle zielonej gwiazdki 1997[1]
- Dziewięć spotkań 1998[1]
- Landrynki 2007[1]
- Co nowego w starych bajkach Bydgoszcz 2010[4]
- Drugie śniadanie z amorem Wyd. 2 2010[4]
- W domach moich przyjaciółek Bydgoszcz 2010[4]
- Z własnym kluczem. Opowiadania i wiersze Warszawa 2018[5]

## Nagrody
- Nagroda im. Ady Fighiery-Sikorskiej w 2015 roku za zasługi na rzecz rozwoju języka esperanto[6]